# AccuWeather
AccuWeather est une société privée américaine qui produit des prévisions météorologiques pour les médias (journaux, télévision, radio, internet, etc.). Elle a été fondée en 1962 par le Dr Joel N. Myers, un étudiant de l'université d'État de Pennsylvanie (Penn State) qui travaillait alors à sa thèse de doctorat en météorologie et le nom AccuWeather a été adopté en 1971. Le premier client de AccuWeather fut une société de distribution gazière en Pennsylvanie. Elle a maintenant des clients à travers le monde.
Le siège social et les opérations se trouvent à State College (Pennsylvanie) et le bureau des ventes est à Fort Washington, une banlieue de Philadelphie. En 2006, AccuWeather a acheté WeatherData, Inc. de Wichita, Kansas où la section de prévision des orages violents a été déménagée.

## Description

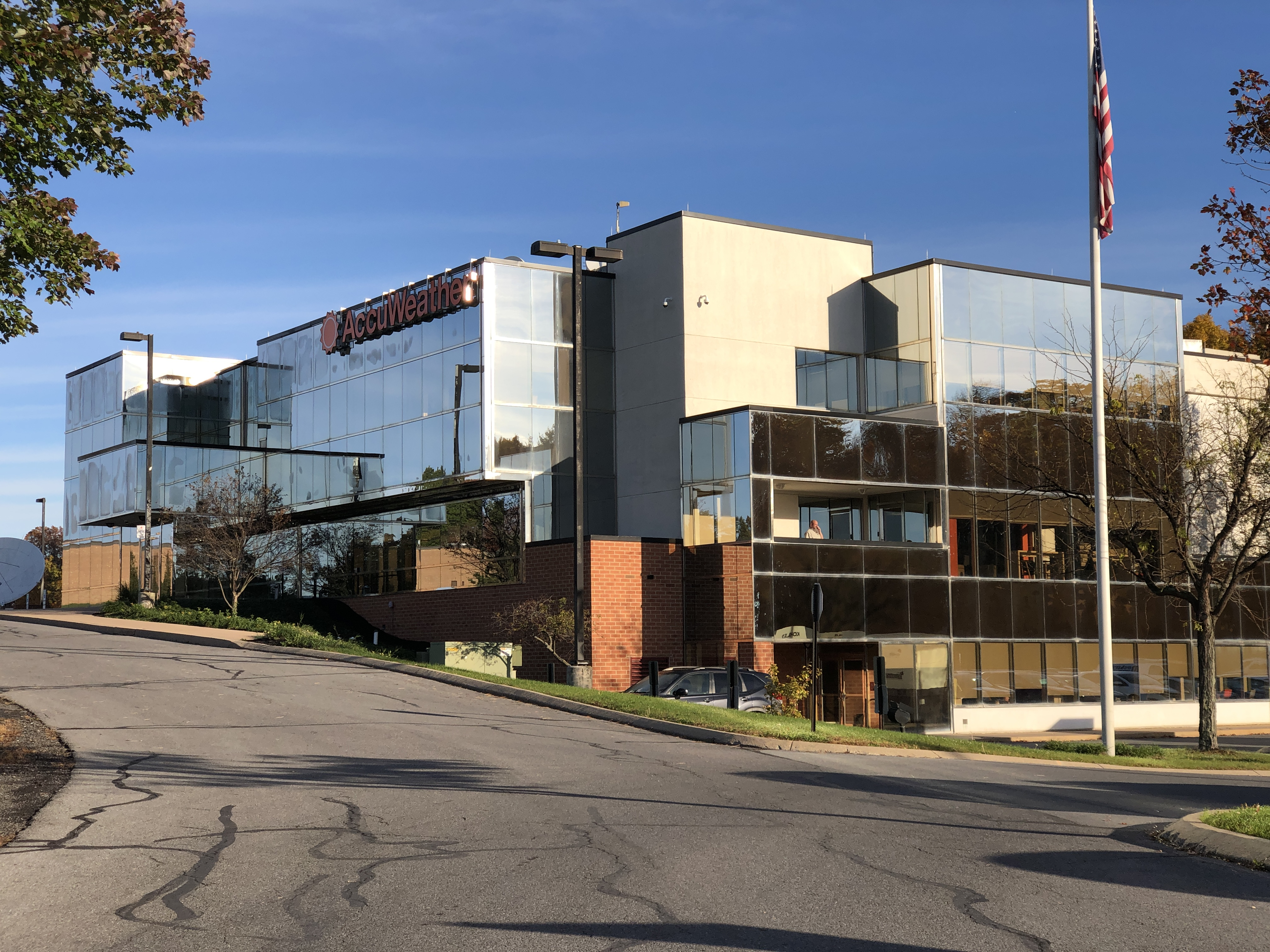
Siège d'AccuWeather à State College.

AccuWeather emploie des météorologues (113), des informaticiens et des graphistes pour fournir des prévisions météorologiques à environ 175 000 clients à travers le monde. Ceux-ci sont des médias écrits et électroniques, des compagnies et des gouvernements. La compagnie a son propre site internet et opère depuis 2005 un réseau de télévision de météo en continu, The Local AccuWeather Channel, dans 48 marchés aux États-Unis dont New York, Los Angeles, Chicago, Philadelphie, San Francisco et Houston. AccuWeather fournit également le segment météo à Bloomberg television, ainsi qu'à plusieurs télévision locales et nationales aux États-Unis, en plus de mettre à leur disposition contre rémunération des invités experts lors de situations faisant la manchette.
AccuWeather utilise les données et sorties des modèles de prévision numérique du temps provenant de sources publiques pour faire leurs prévisions : stations, radar et satellites météorologiques du National Weather Service aux États-Unis et des autres services météorologiques nationaux ailleurs dans le monde. Ils utilisent également les données d'autres agences gouvernementales pour des données non météorologiques comme ceux de l’Environmental Protection Agency pour les taux de pollution. Généralement, ses météorologues n'apportent donc seulement que des adaptations locales et de la mise en forme d'informations déjà disponible sur les sites de ces services nationaux. Cependant, les services de consultation procurent une expertise plus pointue aux clients spécialisés.
La société est également connue pour son application météo chargeable sur les téléphones mobiles.

## Activisme politique
Le mandat du National Weather Service (NWS) est de « ... mettre à la disposition du public américain les données météorologiques, hydrologiques et climatiques, d'émettre les prévisions météorologiques et avertissements pour le territoire des États-Unis, ses dépendances et eaux adjacentes pour la protection des populations, de leurs biens et pour le bon fonctionnement de l'économie. Les données et prévisions du NWS sont disponibles aux agences gouvernementales, au secteur privé et au public »… AccuWeather et les autres sociétés privées de météorologie se sont souvent plaints des services fournis gratuitement par le NWS et qu'ils considèrent leur revenant, contre rémunération bien sûr.
Le 14 avril 2005, le sénateur américain Rick Santorum a présenté un projet de loi, le National Weather Service Duties Act of 2005, pour limiter le NWS aux services de base et de laisser au secteur privé le soin de fournir des services plus élaborés. En somme, de laisser au secteur public les aspects onéreux de maintenir le réseau d'observation et de prévision numérique payés par les contribuables; et de passer les secteurs payants aux compagnies privées, de les subventionner en quelque sorte. Le projet de loi n'a jamais obtenu de coproposant, étant très impopulaire dans la population. Il est mort au feuilleton et le sénateur Santorum a été défait lors de l'élection suivante. AccuWeather a été fortement critiqué pour avoir donné généreusement à la campagne du sénateur et d'être derrière la proposition de celui-ci, ce qui aurait avantagé la compagnie.
Le 12 octobre 2017, le président Donald Trump a proposé Barry Lee Myers, président-directeur général d'AccuWeather et le frère cadet du fondateur de la société, à la tête de l'administration mère du National Weather Service, la National Oceanic and Atmospheric Administration. Contrairement à 11 des 12 administrateurs précédents de la NOAA, Myers n'avait pas de diplôme scientifique avancé, mais plutôt une maîtrise en commerce et en droit. Après avoir démissionné de son poste de PDG d'AccuWeather le 1er janvier 2019 et s'être complètement départi de ses parts pour se conformer aux règles du Sénat des États-Unis concernant le conflit d'intérêts, il s'est finalement désisté de la nomination le 12 novembre en raison de problèmes de santé, bien que des allégations d'un lieu de travail hostile et de harcèlement sexuel sous sa gouverne à AccuWeather ait été évoqués,.

## Critiques

### Non respect du consentement des usagers
Le 22 août 2017, l'expert en sécurité informatique Will Strafach intercepte des données envoyées par l'application pour iPhone AccuWeather et découvre qu'elle envoie des informations de localisation du téléphone à Reveal Mobile à cause de la programmation de son kit de développement, même lorsque les usagers ne donnent pas leur consentement pour divulguer ces informations de localisation. Le site web d'actualités informatiques ZDNet vérifie de manière indépendante les affirmations de Strafach. AccuWeather envoie aussitôt une mise à jour à l'application iPhone pour y supprimer le kit de développement Reveal Mobile problématique.